# Джугастрянська Юлія Володимирівна
Джугастря́нська Юлія Володимирівна (1 грудня 1983, Крижопіль) — українська перекладачка та літературознавиця.

## Життєпис
Народилася 1 грудня 1983 року на Вінниччині. 2006 року закінчила з магістерським дипломом Київський університет, де вивчала філологію, креативне письмо, літературознавство. 2009 року закінчила аспірантуру Інституту філології, здобувши ступінь кандидатки філологічних наук. Тема дисертації «Сугестивна лірика кінця ХІХ — початку ХХ століття: генеза, структура, функціонування». Член журі Всеукраїнського турніру юних журналістів. Кураторка проєкту «Коронація слова». Авторка поетичної збірки «Сарматське коріння».
2018 року стала лавреаткою премії ім. Максима Рильського за переклад роману Редьярда Кіплінга «Кім» (видавництво «Навчальна книга-Богдан»).
Член НСПУ з 2012 року. Перекладає з англійської мови.
З 2001 року мешкає в місті Києві.

## Переклади
- Пейслі, Женет. Соромітництво: [роман]. / Пер. з англ. Ю. Джугастрянська. Переклад з англійської Одеса, 2008. — 104с. — ISBN 978-966-96713-5-6.
- Пейслі, Женет. Чужий врожай. Поезії / Пер. з англ. Ю. Джугастрянська, Д. Дроздовський. Переклад з англійської — поезія Одеса, 2009. — 104с. — ISBN 978-966-96713-8-10.
- Румен, Вільям. Поезії. / Пер. з англ. Ю. Джугастрянська. Переклад з англійської — поезія Всесвіт. — 2009. — № 9-10. — с.85 — 87.
- Шерефе, Ремзей. Тінь Сонця: Переліт із Косова: Історія жінки. / Пер. з англ. Ю. Джугастрянська. Переклад з англійської Одеса, 2010. — 188с. — ISBN 978-946-2351-13
- Джон Веддінґтон-Фезер. Чудо Білла Брейзуейта. П'єса. / Пер. з англ. Ю. Джугастрянська. Переклад з англійської Всесвіт. — 2010. — № 11-12. — с.114 — 131.
- Пейслі, Женет. Соромітництво: [роман]. / Пер. з англ. Ю. Джугастрянська. Переклад з англійської Одеса, 2008. — 104с. — ISBN 978-966-96713-5-6.
- Кіплінґ, Ред'ярд. Кім. Роман. / перекл. з англ. Ю. Джугастрянська. Переклад з англійської Тернопіль, 2017. — 256с. — ISBN 9789661047755 — 5